# Chantada
Chantada és un municipi de la província de Lugo a Galícia. Pertany a la Comarca de Chantada. Limita al nord amb Taboada, al sud amb Carballedo, a l'est amb O Saviñao i Pantón, i a l'oest amb Rodeiro, a la comarca do Deza.
| 15.003 | 14.694 | 14.467 | 10.358 | 9.463 |
| Fonts: INE i IGE (Els criteris de registre censal variaren i les dades de l'INE i de l'IGE poden no coincidir.) |        |        |        |       |

## Parròquies
| - Adá (Santa Baia) - Arcos (Santa María) - Argozón (San Vicente) - Belesar (San Bartolomeu) - Bermún (Santa María) - Brigos (San Salvador) - Camporramiro (Santa María) - Chantada (Santa Mariña) - Esmeriz (Santa Mariña) - Esmoriz (San Xillao) - Fornas (San Cristovo) - A Grade (San Vicente) - A Laxe (San Xoán) - Líncora (San Pedro) - Mariz (San Martiño) - O Mato (San Xillao) - Merlán (San Tomé) - O Monte (San Miguel) | - Mouricios (San Cristovo) - Muradelle (San Paio) - Nogueira de Miño (Santa María) - Pedrafita (Santa Baia) - Pereira (San Mamede) - Pesqueiras (Santa María) - Requeixo (Santiago) - Sabadelle (Santa María) - San Fiz de Asma (San Fiz) - San Pedro de Viana (San Pedro) - San Salvador de Asma (San Salvador) - San Xurxo de Asma (San Xurxo) - Santa Cruz de Viana (Santa Cruz) - Santa Uxía de Asma (Santa Uxía) - Santiago de Arriba (Santiago) - A Sariña (San Vicente) - Veiga (San Xoán) - Vilaúxe (San Salvador) |

## Personatges il·lustres
- Fran Vázquez (1983), jugador de bàsquet.
- Xohán de Requeixo (s. XIII - XIV), trobador de la lírica galego-portuguesa
- Juan Alfonso Varela de Losada, religiós (1724 - 1769), fundador de l'Orde dels Frares Penitents de Jesús Natzarè.
- Juan Carlos Ramis (1962), dibuixant de còmics.